# 天禰涼
天禰涼（日语：／ Amane Ryou，1978年—），是日本推理小說作家，2010年凭借《共感觉》（日語：『キョウカンカク』）获得第43届梅菲斯特獎並首次亮相。

## 生平
天祢凉在初中暑假的自由研究就写下了《空中谋杀案》（『空上殺人事件』）。在开始找工作的时候，他发现在写小说的时候最開心，所以立志成为一名小说家。
他在不斷從各種新人獎落選時，發現了復刊的《梅菲斯特》在為梅菲斯特獎征文。2010年2月，《共感覺》獲得第43屆梅菲斯特獎，此作還上榜2011年度黃金本格推理小說。
2012年，他的《葬禮組曲》（日語：『葬式組曲』）在2013年版本格推理小说 Best 10排名第7，入圍第13屆本格推理大獎，收錄的《父親的葬禮》（日語：父の葬式』）入圍第66屆日本推理作家协会奖短篇部門。
2015年，《只有教祖了！》（日語：『もう教祖しかない!』)入圍第7屆日本書名大獎。

## 作品

### 单行本

#### 美夜系列
- 共感觉（キョウカンカク）（2010年2月 讲谈社Novels）
  - 【改稿・改題】キョウカンカク 美しき夜に（2013年7月 讲谈社文库）
  - 2020年10月21日 力潮文创（发行）台海出版社（出版）） ISBN 978-7-5168-2585-3

#### 其他作品
- 葬礼组曲（葬式組曲）（2012年1月 原書房 ミステリー・リーグ / 2015年1月 双葉文庫 / 2022年11月 文春文庫【全面改稿】）
  - 収録作品：父亲的葬礼 / 祖母的葬礼 / 儿子的葬礼 / 妻子的葬礼 / 殡葬公司的葬礼
  - 2024年  力潮文创（发行）台海出版社（出版）（原书房版）